# Ksiloglukan 4-glukoziltransferaza
Ksiloglukan 4-glukoziltransferaza (EC 2.4.1.168, uridin difosfoglukoza-ksiloglukan 4beta-glukoziltransferaza, ksiloglukan 4beta-D-glukoziltransferaza, ksiloglukan glukoziltransferaza, UDP-glukoza:ksiloglukan 1,4-beta-D-glukoziltransferaza) je enzim sa sistematskim imenom UDP-glukoza:ksiloglukan 4-beta-D-glukoziltransferaza. Ovaj enzim katalizuje sledeću hemijsku reakciju
Prenosi beta-D-glukozilni ostatak sa UDP-glukoze na glukozni ostatak u ksiloglukanu, formira se beta-(1->4)-D-glukozil-D-glukozna veza
Zajedno sa EC 2.4.2.39 (ksiloglukan 6-ksiloziltransferazom), ovaj enzim izvodi sintezu ksiloglukana; uporedni transferi glukoze i ksiloze su esencijalni za ovu sintezu.

## Literatura
- Nicholas C. Price; Lewis Stevens (1999). Fundamentals of Enzymology: The Cell and Molecular Biology of Catalytic Proteins (Third изд.). USA: Oxford University Press. ISBN 019850229X.
- Eric J. Toone (2006). Advances in Enzymology and Related Areas of Molecular Biology, Protein Evolution (Volume 75 изд.). Wiley-Interscience. ISBN 0471205036.
- Branden C; Tooze J. Introduction to Protein Structure. New York, NY: Garland Publishing. ISBN 0-8153-2305-0.
- Irwin H. Segel. Enzyme Kinetics: Behavior and Analysis of Rapid Equilibrium and Steady-State Enzyme Systems (Book 44 изд.). Wiley Classics Library. ISBN 0471303097.
- William P. Jencks (1987). Catalysis in Chemistry and Enzymology. Dover Publications. ISBN 0486654605.

## Spoljašnje veze
- Xyloglucan+4-glucosyltransferase на 